# Krótki Spław
Krótki Spław – potok krótki górski, lewy dopływ Białej Lądeckiej. 

## Opis
Źródła Krótkiego Spławu znajdują się poniżej Przełęczy Pod Działem, na wysokości ok. 1000 m n.p.m., w pobliżu Duktu Nad Spławami. Płynie dość stromą, głęboko wciętą dolinką ku północnemu wschodowi (dokładnie ku NNE) i uchodzi do Białej Lądeckiej na wysokości ok. 910 m n.p.m., pomiędzy Długim Spławem a Działowym Spławem.

## Budowa geologiczna
Potok płynie przez obszar zbudowany ze skał metamorficznych – łupków łyszczykowych, podrzędnie paragnejsów.

## Ochrona przyrody
Potok płynie przez Śnieżnicki Park Krajobrazowy.

## Turystyka
W rejonie, gdzie płynie Krótki Spław nie ma żadnych szlaków turystycznych.